# Preußische Jahrbücher
Die Preußischen Jahrbücher waren eine kulturpolitische Monatsschrift nationalliberaler Prägung, die von 1858 bis 1935 erschien. Die in Berlin vom Verlag Georg Reimer gedruckte Zeitschrift gilt als Sprachrohr der borussischen Schule der Geschichtsschreibung.

## Herausgeber
- Rudolf Haym von Band 1.1858 bis Band 13.1865; von 14.1865 bis 17.1866 ohne Nennung eines Herausgebers
- Heinrich von Treitschke, Band 18.1867
- Heinrich von Treitschke und Wilhelm Wehrenpfennig, Band 19.1867 bis 43.1879
- Heinrich von Treitschke, Band 44.1879 bis 51.1883
- Heinrich von Treitschke und Hans Delbrück, Band 52.1883 bis 63.1889
- Hans Delbrück, Band 64.1889 bis 178.1919
- Walther Schotte, von 179.1920 bis 208.1927
- Walter Heynen und Emil Daniels, 209.1927 bis 231.1933
- Walter Heynen, von 232.1933 bis 240.1935, Juni

In der Anfangszeit gehörten zu den Mitarbeitern u. a. Max Duncker, Theodor von Bernhardi, Karl Neumann, Reinhold Pauli und Anton Springer. Zu den Redakteuren gehörte Otto Harnack.